# 后沙湾沙丘遗址
后沙湾沙丘遗址是一处位于中国广东省珠海市唐家湾镇淇澳岛东部后沙湾的新石器时代遗址，2006年6月6日被列入香洲区文物保护单位，登录名为淇澳后沙湾遗址。2010年5月10日列入第六批广东省文物保护单位，登录名为后沙湾沙丘遗址。